# Lumassina
Lumassina ist eine Weißweinsorte aus der italienischen Region Ligurien, wo sie saftige Weißweine erbringt. In der Provinz Savona wird ihr Anbau empfohlen. Sie ist möglicherweise mit der Trebbiano-Rebe verwandt. In den 1990er Jahren betrug die bestockte Rebfläche ca. 229 Hektar. Die bedeutendsten Rebflächen liegen bei Noli und Finale Ligure. Die Rebsorte wurde erstmals von J. de Rovasenda beschrieben.
In Savona und Quiliano nennt man die Sorte Buzzetto.

## Synonyme
Die Rebsorte Lumassina ist auch unter den Namen Buzzetto, Loumnitza, Lumaca, Lumassa bianca, und Mataosso bekannt. Das Synonym Lumazzina ist laut Carlone der Rebsorte Pigato zugeordnet.

## Ampelographische Sortenmerkmale
In der Ampelographie wird der Habitus folgendermaßen beschrieben:
- Die großen Blätter sind ungebuchtet (seltener dreilappig) (siehe auch den Artikel Blattform). Die Stielbucht ist rundlich offen. Das Blatt ist spitz gezahnt.
- Die Traube ist mittelgroß, geflügelt und lockerbeerig. Die rundlichen Beeren sind mittelgroß und von weißlich-grüner Farbe.

Lumassina ist eine Varietät der Edlen Weinrebe (Vitis vinifera).